# María Esther Galvisová
María Esther Galvisová Ortizová (nepřechýleně María Esther Galvis Ortiz; * 16. října 1950 Simacota, Santander, Kolumbie) je kolumbijská fotografka. Působí jako profesorka na Národní univerzitě a je známá svou prací s analogovou fotografií a zejména kvalitou svých černobílých fotografií.

## Kariéra
V roce 1975 promovala v oboru grafické umění-reklamní design na Kolumbijské národní univerzitě v Bogotě. V letech 1980 až 1981 studovala na School of Arts a kurzech v Paříži ve Francii. V roce 2003 promovala s magisterským titulem v oboru výtvarné a výtvarné umění na Národní univerzitě. Galvisová napsala svou magisterskou práci na téma náměstí Che (Guevary) a nazvala ji La Plaza. Práce s věhlasem na univerzitě kvůli posmrtné kontroverzi o smazání obrazu Che na náměstí.
V letech 1978–2016 byla profesorkou na Národní univerzitě, v letech 1985–1986 byla proděkankou Filozofické fakulty; V letech 1990 až 1993 byla také ředitelkou katedry výtvarných umění.

## Dílo
Natočila dokument „La plaza“ vydaný v roce 2017 Filozofickou fakultou Národní univerzity. Některé z jejích fotografií jsou publikovány v COLARTE Patrimonio Cultural Colombiano.